# Nati il 4 marzo
| Questa pagina contiene informazioni ricavate automaticamente dalle voci biografiche con l'ausilio del template Bio e di un bot. L'aggiornamento è periodico e automatico e ricostruisce completamente la pagina. Se manca una persona in questa lista, sei pregato di non aggiungerla, ma accertati piuttosto che la sua voce biografica contenga il template Bio e che i dati anagrafici siano correttamente compilati. Se il template Bio manca, inseriscilo tu stesso o, in alternativa, metti l'avviso {{tmp\|Bio}} che ne segnala la mancanza. Se i dati riportati sono sbagliati, correggi direttamente la voce biografica; le modifiche saranno visibili in questa lista entro pochi giorni. Per chiarimenti vedi il progetto biografie. La lista contiene solo le 1.273 persone che sono citate nell'enciclopedia e per le quali è stato implementato correttamente il template Bio. Pagina aggiornata al 17 ago 2025. |

## VII secolo(1)
- 624 - Al-Hasan ibn Ali, califfo († 670)

## XII secolo(1)
- 1188 - Bianca di Castiglia, regina († 1252)

## XIV secolo(1)
- 1394 - Enrico il Navigatore, esploratore portoghese († 1460)

## XV secolo(4)
- 1418 - Benedetto Dei, storico italiano († 1492)
- 1449 - Simone Graziani, abate, giurista e umanista italiano († 1509)
- 1451 - Andrea Torresano, tipografo e editore italiano († 1528)
- 1484 - Giorgio di Brandeburgo-Ansbach, nobile († 1543)

## XVI secolo(12)
- 1502 - Elisabetta d'Assia, principessa († 1557)
- 1503 - Elisabetta d'Assia, principessa († 1563)
- 1503 - Umberto Locati, vescovo cattolico italiano († 1587)
- 1519 - Hindal Mirza, principe indiano († 1551)
- 1520 - Vincenzo Portico, arcivescovo cattolico e diplomatico italiano († 1590)
- 1525 - Henry Carey, I barone Hunsdon, nobile britannico († 1596)
- 1527 - Ludwig Lavater, teologo svizzero († 1586)
- 1533 - Shimazu Yoshihisa, militare giapponese († 1611)
- 1537 - Longqing, imperatore cinese († 1572)
- 1553 - Giovanni Battista Bassano, pittore italiano († 1613)
- 1561 - Ii Naomasa, generale giapponese († 1602)
- 1574 - Carl Carlsson Gyllenhielm, nobile svedese († 1650)

## XVII secolo(19)
- 1604 - Niccolò Gherardini, biografo italiano († 1678)
- 1609 - Angelo da Copertino, religioso e pittore italiano
- 1610 - William Dobson, pittore inglese († 1646)
- 1618 - Giorgio Luigi di Nassau-Dillenburg, nobile tedesco († 1656)
- 1623 - Jacob van der Does, incisore, pittore e disegnatore olandese († 1673)
- 1627 - Juan Tomás de Rocaberti, teologo e arcivescovo cattolico spagnolo († 1699)
- 1635 - Emilia van Nassau-Beverweerd, olandese († 1688)
- 1643 - Fran Krsto Frankopan, scrittore e politico croato († 1671)
- 1651 - John Somers, giurista e politico britannico († 1716)
- 1655 - Fra Galgario, pittore italiano († 1743)
- 1658 - François de Mailly, cardinale e arcivescovo cattolico francese († 1721)
- 1659 - Pierre Le Pautre, scultore francese († 1744)
- 1665 - Philip Christoph Königsmarck, militare svedese († 1694)
- 1676 - Teresa Cunegonda Sobieska di Polonia, principessa polacca († 1730)
- 1678 - Antonio Vivaldi, compositore e violinista italiano († 1741)
- 1682 - Ernesto Ferdinando di Brunswick-Bevern, militare tedesco († 1746)
- 1684 - Sante Veronese, cardinale e vescovo cattolico italiano († 1767)
- 1691 - Pierre-Herman Dosquet, vescovo cattolico belga († 1777)
- 1700 - Luigi Augusto di Borbone-Francia, nobile spagnolo († 1755)

## XVIII secolo(41)
- 1702 - Jack Sheppard, criminale britannico († 1724)
- 1703 - Nicolas-René Berryer, politico, magistrato e nobile francese († 1762)
- 1715 - James Waldegrave, II conte Waldegrave, nobile e politico inglese († 1763)
- 1719 - George Pigot, I barone Pigot, imprenditore e politico britannico († 1777)
- 1719 - Giambattista Roberti, scrittore e poeta italiano († 1786)
- 1729 - Anne d'Arpajon, nobildonna francese († 1794)
- 1743 - Salomone Fiorentino, poeta italiano († 1815)
- 1743 - Charles-François-Joseph Pisani de La Gaude, vescovo cattolico francese († 1826)
- 1743 - Hieronim Janusz Sanguszko, nobile e generale polacco († 1812)
- 1745 - Michelangelo Manicone, naturalista e filosofo italiano († 1810)
- 1749 - Florence, attore teatrale francese († 1816)
- 1749 - Romualdo Antonio Mon y Velarde, arcivescovo cattolico spagnolo († 1819)
- 1750 - Jacob Pleydell-Bouverie, II conte di Radnor, nobile e ufficiale inglese († 1828)
- 1753 - Károly Zichy, nobile, politico e magistrato ungherese († 1826)
- 1756 - Henry Raeburn, pittore britannico († 1823)
- 1764 - Paolo Balsamo, abate, agronomo e economista italiano († 1816)
- 1765 - Claire Lacombe, rivoluzionaria e attrice teatrale francese († 1826)
- 1766 - Francesco Reina, letterato italiano († 1825)
- 1767 - Francisco Javier de Elío, generale spagnolo († 1822)
- 1769 - Mehmet Ali, condottiero e politico ottomano († 1849)
- 1769 - Ellen Sharples, pittrice britannica († 1849)
- 1770 - Joseph Jacotot, filosofo e pedagogista francese († 1840)
- 1770 - Christian Zais, architetto e urbanista tedesco († 1820)
- 1776 - Guillaume Emmanuel Guignard de Saint-Priest, generale russo († 1814)
- 1778 - Robert Emmet, patriota e oratore irlandese († 1803)
- 1778 - Florestano Pepe, generale e patriota italiano († 1851)
- 1781 - Rebecca Gratz, educatrice statunitense († 1869)
- 1781 - George Ord, ornitologo statunitense († 1866)
- 1781 - Johann Rudolf Wyss, scrittore e pastore protestante svizzero († 1830)
- 1785 - Sarah Fane, nobildonna inglese († 1867)
- 1785 - Khalifa bin Shakhbut Al Nahyan, sovrano emiratino († 1845)
- 1786 - Agostina d'Aragona, patriota spagnola († 1857)
- 1786 - Alfred Wojciech Potocki, nobile e politico polacco († 1862)
- 1786 - Amédée Despans-Cubières, generale francese († 1853)
- 1792 - Lucio Norberto Mansilla, militare e politico argentino († 1871)
- 1793 - Karl Lachmann, filologo classico tedesco († 1851)
- 1796 - Giuseppe Gabetti, compositore, violinista e direttore d'orchestra italiano († 1862)
- 1796 - Charles Jacquinot, ammiraglio e generale francese († 1879)
- 1798 - Giovanni Battista Resasco, architetto italiano († 1872)
- 1800 - Wilhelm Eduard Albrecht, giurista tedesco († 1876)
- 1800 - Maria Sofia di Thurn und Taxis, principessa tedesca († 1870)

## XIX secolo(186)
- 1802 - Giandomenico Nardo, naturalista italiano († 1877)
- 1803 - João Maria Ferreira do Amaral, militare e politico portoghese († 1849)
- 1804 - Domenico Promis, numismatico e bibliotecario italiano († 1874)
- 1806 - George Bradburn, politico statunitense († 1880)
- 1807 - Luigi Pacinotti, fisico italiano († 1889)
- 1810 - William Griffith, medico, naturalista e botanico britannico († 1845)
- 1811 - Cesare Bernardini, politico italiano († 1882)
- 1811 - John Lawrence, I barone Lawrence, politico britannico († 1879)
- 1813 - Wijnand Nuyen, pittore e incisore olandese († 1839)
- 1813 - Federico Rosazza, politico italiano († 1899)
- 1814 - Giuseppe Devincenzi, politico e imprenditore italiano († 1903)
- 1815 - Mychajlo Verbyc'kyj, compositore e presbitero ucraino († 1870)
- 1816 - Saverio Costantino Amato, poeta e scrittore italiano († 1837)
- 1817 - Edwards Pierrepont, politico e avvocato statunitense († 1892)
- 1819 - Édouard Timbal-Lagrave, farmacista e botanico francese († 1888)
- 1819 - Narcyza Żmichowska, scrittrice e poetessa polacca († 1876)
- 1820 - Francesco Bentivegna, patriota italiano († 1856)
- 1820 - Ludwig von Henk, ammiraglio e politico tedesco († 1894)
- 1822 - Jules Antoine Lissajous, matematico e fisico francese († 1880)
- 1823 - Ernest Charles Vanéechout, militare francese († 1859)
- 1824 - Filippo Massimiliano Del Drago Biscia Gentili, principe italiano († 1913)
- 1826 - Elme Marie Caro, filosofo francese († 1887)
- 1827 - Carlo Burattini, patriota e marittimo italiano († 1870)
- 1828 - Carl Johan Anderson, viaggiatore svedese († 1867)
- 1829 - Paul Ritter, pittore tedesco († 1907)
- 1830 - Gustav Overbeck, diplomatico e avventuriero tedesco († 1894)
- 1831 - Camille Chabaneau, filologo, saggista e grammatico francese († 1908)
- 1831 - Sebastiano Mottura, geologo e ingegnere italiano († 1897)
- 1833 - Antoine-Alphonse Chassepot, inventore francese († 1905)
- 1834 - Nancy Green, modella, cuoca e attivista statunitense († 1923)
- 1837 - Norman J. Hall, militare statunitense († 1867)
- 1838 - Emma Cons, pedagoga e impresaria teatrale britannica († 1912)
- 1838 - Luchino Del Mayno, generale e politico italiano († 1911)
- 1840 - Alphonse Moutte, pittore francese († 1913)
- 1843 - Henry Roderick Newman, pittore statunitense († 1917)
- 1844 - Josip Jurčič, scrittore sloveno († 1881)
- 1845 - Ottorino Pianigiani, politico e lessicografo italiano († 1926)
- 1846 - Giacomo Calleri, avvocato e politico italiano († 1925)
- 1847 - Carl Josef Bayer, chimico austriaco († 1904)
- 1847 - Domenico Ferrata, cardinale italiano († 1914)
- 1847 - Henry Frederick Conrad Sander, botanico tedesco († 1920)
- 1848 - Pasquale Clemente, politico e agronomo italiano († 1925)
- 1849 - Romolo Tittoni, avvocato, dirigente d'azienda e politico italiano († 1925)
- 1850 - Luigi Giuseppe Lasagna, vescovo cattolico italiano († 1895)
- 1851 - Giulio Musso, pittore italiano († 1915)
- 1851 - Alexandros Papadiamantis, scrittore greco († 1911)
- 1852 - Giacomo Giri, latinista e grammatico italiano († 1934)
- 1852 - Kristján Jónsson, politico, giurista e giudice islandese († 1926)
- 1853 - Hector MacDonald, generale britannico († 1903)
- 1854 - Napier Shaw, meteorologo britannico († 1945)
- 1855 - Emmett Holt, medico statunitense († 1924)
- 1856 - Kotō Bunjirō, geologo e sismologo giapponese († 1935)
- 1856 - Antonio Orazio Quinzio, pittore e scultore italiano († 1928)
- 1857 - Constantin Coandă, politico e generale rumeno († 1932)
- 1857 - Jeanne Samary, attrice teatrale francese († 1890)
- 1857 - Aleksej Ermolaevič Ėvert, generale russo († 1918)
- 1858 - Antonio Fradeletto, politico italiano († 1930)
- 1859 - John Sands, calciatore inglese († 1924)
- 1859 - Leone Wollemborg, economista, giornalista e politico italiano († 1932)
- 1860 - Giuseppe Loretz, ciclista su strada italiano († 1944)
- 1860 - Vittorio Zippel, politico italiano († 1937)
- 1861 - Curt von Bardeleben, scacchista e giornalista tedesco († 1924)
- 1862 - Jacob Robert Emden, astrofisico, matematico e meteorologo svizzero († 1940)
- 1863 - Paolo Ajroldi di Robbiate, dirigente d'azienda italiano († 1932)
- 1863 - Ellen Gulbranson, soprano svedese († 1947)
- 1863 - Reginald Innes Pocock, zoologo, aracnologo e naturalista britannico († 1947)
- 1864 - Louis Gauthier, attore francese († 1946)
- 1865 - Giovanni Bagaini, giornalista italiano († 1940)
- 1865 - Francis Charles Robert Jourdain, ornitologo britannico († 1940)
- 1865 - George Macdonogh, militare britannico († 1942)
- 1865 - Arturo Malignani, imprenditore e inventore italiano († 1939)
- 1865 - Eduard Vilde, scrittore e giornalista estone († 1933)
- 1866 - Eugène Cosserat, matematico e astronomo francese († 1931)
- 1866 - Achille Stennio, militare italiano († 1916)
- 1866 - Adam Tarnowski von Tarnów, diplomatico e nobile austriaco († 1946)
- 1867 - Giovanni Cazzani, arcivescovo cattolico italiano († 1952)
- 1867 - Douglas Nicholson, ufficiale inglese († 1946)
- 1868 - Friedrich Wilhelm Kopsch, anatomista tedesco († 1955)
- 1868 - Alejandro Lerroux, politico spagnolo († 1949)
- 1869 - Paul Biensfeldt, attore tedesco († 1933)
- 1869 - Brand Whitlock, giornalista, avvocato e politico statunitense († 1934)
- 1870 - Verner Järvinen, discobolo, giavellottista e pesista finlandese († 1941)
- 1870 - Thomas Sturge Moore, poeta inglese († 1944)
- 1871 - Antonio Piscel, politico, avvocato e giornalista italiano († 1947)
- 1872 - Kini Kapahu Wilson, ballerina, musicista e cantante statunitense († 1962)
- 1872 - George Leveson-Gower, III conte Granville, diplomatico inglese († 1939)
- 1873 - Francisco Murguía, generale e politico messicano († 1922)
- 1874 - Jan Černý, politico cecoslovacco († 1959)
- 1874 - Helen Hellwig, tennista statunitense († 1960)
- 1874 - J. Barney Sherry, attore statunitense († 1944)
- 1874 - Michail Fëdorovič Vladimirskij, politico russo († 1951)
- 1875 - Henri Duvernois, scrittore, drammaturgo e sceneggiatore francese († 1937)
- 1875 - Mihály Károlyi, politico ungherese († 1955)
- 1875 - Enrique Larreta, poeta, drammaturgo e diplomatico argentino († 1961)
- 1876 - Jakob Buchli, ingegnere svizzero († 1945)
- 1876 - Léon-Paul Fargue, poeta e saggista francese († 1947)
- 1876 - Alfonso Maria Riberi, archeologo, storiografo e presbitero italiano († 1952)
- 1876 - Enrico Ricciardi, poeta italiano († 1953)
- 1877 - Pavel Rafailovič Bermondt-Avalov, generale e scrittore russo († 1974)
- 1877 - Frank Bornamann, nuotatore statunitense († 1934)
- 1877 - Fritz Graebner, etnologo tedesco († 1934)
- 1877 - Bindo de Vecchi, medico e militare italiano († 1936)
- 1878 - Takeo Arishima, scrittore giapponese († 1923)
- 1878 - Aleksandr Tamanian, architetto sovietico († 1936)
- 1878 - Egbert Van Alstyne, compositore e pianista statunitense († 1951)
- 1879 - Emil Freymark, altista statunitense († 1936)
- 1879 - Bernhard Kellermann, scrittore e giornalista tedesco († 1951)
- 1879 - Josip Murn Aleksandrov, poeta sloveno († 1901)
- 1879 - Ercole Quadrelli, scrittore, esoterista e traduttore italiano († 1948)
- 1880 - Riccardo Barilla, imprenditore italiano († 1947)
- 1880 - Lawson Butt, attore e regista britannico († 1956)
- 1880 - Channing Pollock, commediografo, sceneggiatore e compositore statunitense († 1946)
- 1881 - Rollin Feitshans, tennista statunitense († 1952)
- 1881 - Ettore Felici, arcivescovo cattolico italiano († 1951)
- 1881 - Carlo Parmeggiani, pittore e illustratore italiano († 1967)
- 1881 - Thomas Sigismund Stribling, scrittore statunitense († 1965)
- 1881 - Richard Chace Tolman, fisico, matematico e chimico statunitense († 1948)
- 1881 - Muhammad VII al-Munsif, sovrano tunisino († 1948)
- 1882 - Angelo Belloni, militare italiano († 1957)
- 1882 - Charles Norelius, nuotatore svedese († 1974)
- 1882 - Raffaele Petti, politico italiano († 1961)
- 1882 - Nicolae Titulescu, diplomatico e politico romeno († 1941)
- 1883 - Maude Fealy, attrice statunitense († 1971)
- 1883 - Sam Langford, pugile canadese († 1956)
- 1884 - Maria Barrientos, cantante spagnola († 1946)
- 1884 - William Isaacs, pistard britannico († 1955)
- 1885 - Carlo De Simone, generale italiano († 1951)
- 1885 - Giuseppe Faè, presbitero, partigiano e antifascista italiano († 1966)
- 1886 - Mario Bassi, giornalista e scrittore italiano († 1945)
- 1886 - Ferdinando Bonazzi, aviatore e militare italiano († 1919)
- 1886 - Julius Steger, attore, regista e sceneggiatore austriaco († 1959)
- 1886 - Kazimierz Świtalski, ufficiale e politico polacco († 1962)
- 1887 - Gustavo di Danimarca, principe danese († 1944)
- 1887 - Wilfrid Thomas Reid, ingegnere britannico († 1968)
- 1887 - Heitor Villa-Lobos, compositore e polistrumentista brasiliano († 1959)
- 1888 - Natalino Guillaume, attore e regista italiano († 1919)
- 1888 - Charles Leirens, musicista e fotografo belga († 1963)
- 1888 - Rafaela Ottiano, attrice italiana († 1942)
- 1888 - Stuart Walker, regista e produttore cinematografico statunitense († 1941)
- 1889 - Riccardo Ajmone Marsan, calciatore e imprenditore italiano († 1958)
- 1889 - Werner von Gilsa, generale e ginnasta tedesco († 1945)
- 1889 - Oren E. Long, politico statunitense († 1965)
- 1889 - Pearl White, attrice e cantante statunitense († 1938)
- 1890 - Tito Acerbo, militare italiano († 1918)
- 1890 - Francesco Chiappelli, artista, incisore e pittore italiano († 1947)
- 1890 - Giuseppe Corazzin, sindacalista, politico e giornalista italiano († 1925)
- 1890 - Renato Ghiselli, calciatore italiano
- 1890 - Józef Hermanowicz, presbitero, scrittore e poeta bielorusso († 1976)
- 1891 - René Barbier, schermidore francese († 1966)
- 1891 - Giovanni Magrassi, politico e avvocato italiano († 1969)
- 1891 - Alfredo Patroni, militare italiano († 1944)
- 1891 - Luigi Schingo, pittore e scultore italiano († 1976)
- 1891 - Viktor Turžanskij, regista ucraino († 1976)
- 1891 - Dazzy Vance, giocatore di baseball statunitense († 1961)
- 1892 - Nikolaj Dmitrievič Kondrat'ev, economista sovietico († 1938)
- 1892 - Wykeham Cornwallis, II barone Cornwallis, ufficiale inglese († 1982)
- 1893 - Cletus Andersson, pallanuotista svedese († 1971)
- 1893 - Luigi Cassani, pittore e politico italiano († 1946)
- 1893 - Aleksanteri Toivola, lottatore finlandese († 1987)
- 1894 - Gabriele Tergit, giornalista e scrittrice tedesca († 1982)
- 1895 - Édouard Baumann, calciatore francese († 1985)
- 1895 - Ciro Berardi, attore cinematografico italiano († 1952)
- 1895 - Wilhelm Hansen, calciatore norvegese († 1974)
- 1895 - Attilio Mereu, militare italiano († 1917)
- 1895 - August Oberhauser, calciatore svizzero († 1971)
- 1895 - Jack Sibbit, pistard britannico († 1950)
- 1896 - Rhys Gemmell, tennista australiano († 1972)
- 1896 - Lydia Sokolova, ballerina britannica († 1974)
- 1897 - Lorenzo Batlle Pacheco, politico e giornalista uruguaiano († 1954)
- 1897 - Arturo Robecchi, calciatore italiano
- 1898 - Orazio Bisio, calciatore italiano († 1962)
- 1898 - Dora Diamant, insegnante e attrice polacca († 1952)
- 1898 - Georges Dumézil, storico delle religioni, linguista e filologo francese († 1986)
- 1898 - Flora Foster, attrice statunitense († 1914)
- 1898 - Hans Krebs, generale tedesco († 1945)
- 1898 - Fortunato La Camera, politico italiano († 1972)
- 1898 - Francesco Pennisi, vescovo cattolico italiano († 1974)
- 1899 - Luigi Borfico, calciatore italiano († 1982)
- 1899 - Carlotta di Sassonia-Altenburg, nobile tedesca († 1989)
- 1899 - Liana Del Balzo, attrice italiana († 1982)
- 1899 - Victor A. Gangelin, scenografo statunitense († 1967)
- 1899 - Emilio Prados, poeta spagnolo († 1962)
- 1900 - Désiré Bastin, calciatore belga († 1971)
- 1900 - Armando Bernabiti, architetto italiano († 1970)
- 1900 - Herbert Biberman, regista, sceneggiatore e produttore cinematografico statunitense († 1971)
- 1900 - Carlo Fracchia, calciatore italiano († 1944)

## XX secolo(970)
- 1901 - Hans Klüver, compositore di scacchi tedesco († 1989)
- 1901 - Norah Borges, illustratrice, pittrice e critica d'arte argentina († 1998)
- 1902 - Giuseppe Alberti, politico italiano († 1974)
- 1902 - Innocente Dugnani, politico italiano († 1971)
- 1902 - Gilberto Gilioli, scrittore e antifascista italiano († 1985)
- 1902 - Muhammad Jabir di Ternate, sovrano indonesiano († 1975)
- 1903 - Eva Bernoulli, insegnante svizzera († 1995)
- 1903 - Filippo Caracciolo, nobile, politico e antifascista italiano († 1965)
- 1903 - Fortunato Lay, musicista e giornalista italiano († 1995)
- 1903 - Erling Lindberg, calciatore norvegese († 1968)
- 1903 - Dorothy Mackaill, attrice e ballerina inglese († 1990)
- 1903 - Jean-Joseph Rabearivelo, poeta e scrittore malgascio († 1937)
- 1904 - Giovanni Battista Alessandri, giornalista, prefetto e politico italiano († 1969)
- 1904 - Pierre Asso, attore francese († 1974)
- 1904 - Luis Carrero Blanco, ammiraglio e politico spagnolo († 1973)
- 1904 - Achille Castoldi, ingegnere italiano
- 1904 - George Gamow, fisico, cosmologo e divulgatore scientifico sovietico († 1968)
- 1904 - Antonio Maxia, politico italiano († 1962)
- 1904 - Joseph Schmidt, tenore e attore austro-ungarico († 1942)
- 1904 - Ilias Venezis, scrittore greco († 1973)
- 1905 - Bortolo Castellani, militare italiano († 1941)
- 1905 - Pietro Lavè, calciatore italiano
- 1905 - Antonio Lella, calciatore italiano († 1932)
- 1905 - Armando Martins, calciatore portoghese († 1961)
- 1905 - Jorge Pardón, calciatore peruviano († 1977)
- 1905 - Casimiro Torres, calciatore cileno († 1977)
- 1905 - Hipolito Vacchiano Garcìa, presbitero spagnolo († 1956)
- 1906 - Phil Davis, fumettista statunitense († 1964)
- 1906 - Meindert DeJong, scrittore statunitense († 1991)
- 1906 - Roberto Mañalich, schermidore cubano
- 1906 - Georges Ronsse, ciclista su strada, ciclocrossista e pistard belga († 1969)
- 1907 - Edgar Barrier, attore statunitense († 1964)
- 1907 - Maria Branyas, supercentenaria spagnola († 2024)
- 1907 - Dorothy Burgess, attrice statunitense († 1961)
- 1908 - Tommaso Lamberti, militare e marinaio italiano († 1939)
- 1908 - Giulio Massarelli, militare italiano († 1977)
- 1909 - Tsuneyoshi Takeda, principe, militare e dirigente sportivo giapponese († 1992)
- 1909 - Bertil von Wachenfeldt, velocista svedese († 1995)
- 1910 - Tancredo Neves, politico brasiliano († 1985)
- 1910 - Gastone Prendato, calciatore e allenatore di calcio italiano († 1980)
- 1910 - Muhammad bin Abd al-Aziz Al Sa'ud, principe e politico saudita († 1988)
- 1911 - Willy Baumgartner, calciatore svizzero († 1985)
- 1911 - Giulio Cappelli, allenatore di calcio e calciatore italiano († 1995)
- 1911 - Carl Forberg, pilota automobilistico statunitense († 2000)
- 1911 - Hans Albin Freiherr von Reitzenstein, militare tedesco († 1943)
- 1911 - Anton Seelos, sciatore alpino austriaco († 2006)
- 1911 - Giovanni Battista Torre, militare e partigiano italiano († 1944)
- 1912 - Afro Basaldella, pittore italiano († 1976)
- 1912 - Reto Capadrutt, bobbista svizzero († 1939)
- 1912 - Alessandro Dommarco, poeta, scrittore e traduttore italiano († 1997)
- 1912 - Wolfgang Ehrl, lottatore tedesco († 1980)
- 1912 - Ferdinand Leitner, direttore d'orchestra tedesco († 1996)
- 1912 - Carl Marzani, giornalista e politico statunitense († 1994)
- 1912 - Arnulf Erich Stegmann, pittore tedesco († 1984)
- 1912 - Leopoldo Valentini, attore italiano († 1983)
- 1913 - Taos Amrouche, scrittrice e cantante berbera († 1976)
- 1913 - Jean Bourgoin, direttore della fotografia francese († 1991)
- 1913 - Giorgio Buila, calciatore italiano († 1976)
- 1913 - Sebastiano Carta, pittore e poeta italiano († 1973)
- 1913 - John Garfield, attore statunitense († 1952)
- 1913 - Aris Konstantinidis, architetto greco († 1993)
- 1913 - Gisella Monaldi, attrice italiana († 1984)
- 1914 - Robert Bice, attore statunitense († 1968)
- 1914 - Gino Colaussi, calciatore e allenatore di calcio italiano († 1991)
- 1914 - Mario Formenton, calciatore italiano
- 1914 - Ward Kimball, animatore statunitense († 2002)
- 1914 - Sulo Salmi, ginnasta finlandese († 1984)
- 1914 - Robert Rathbun Wilson, fisico e scultore statunitense († 2000)
- 1915 - Sangad Chaloryu, ammiraglio e politico thailandese († 1980)
- 1915 - László Csatáry, ungherese († 2013)
- 1915 - Adrienne Fidelin, modella e danzatrice francese († 2004)
- 1915 - Geoffrey Jackson, diplomatico e scrittore britannico († 1987)
- 1915 - Sieglinda di Lippe, principessa tedesca († 2008)
- 1915 - Rita Livesi, attrice italiana († 1989)
- 1915 - Otto Moll, militare e criminale di guerra tedesco († 1946)
- 1915 - Sergio Steve, economista italiano († 2006)
- 1915 - Carlos Surinach, compositore e direttore d'orchestra spagnolo († 1997)
- 1915 - Alessandro Taccani, compositore italiano († 1989)
- 1915 - Irving Terjesen, cestista statunitense († 1990)
- 1916 - William Alland, produttore cinematografico, sceneggiatore e regista statunitense († 1997)
- 1916 - Giorgio Bassani, scrittore, poeta e politico italiano († 2000)
- 1916 - Hans Eysenck, psicologo tedesco († 1997)
- 1916 - Aldo Fiorini, militare italiano († 1940)
- 1916 - Ermanno Frattini, calciatore italiano († 1960)
- 1916 - Tolmino Gios, ciclista su strada italiano († 1992)
- 1916 - Gilbert Hunt, tennista e matematico statunitense († 2008)
- 1917 - Piet Bromberg, hockeista su prato olandese († 2001)
- 1917 - Al Koran, illusionista britannico († 1972)
- 1917 - Werner Lohrer, hockeista su ghiaccio svizzero († 1991)
- 1918 - Luigi Lagna, militare e aviatore italiano († 1937)
- 1918 - José María Larrauri Lafuente, vescovo cattolico spagnolo († 2008)
- 1918 - Antonio Nuvoli, cantante italiano († 2012)
- 1918 - Margaret Osborne duPont, tennista statunitense († 2012)
- 1918 - Voldemārs Šmits, cestista e pallavolista lettone († 1975)
- 1919 - Buck Baker, pilota automobilistico statunitense († 2002)
- 1919 - Giovanni Maria Catena, religioso e direttore di coro italiano († 1992)
- 1919 - Juan Carlos Muñoz, calciatore argentino († 2009)
- 1920 - Alberto D'Aversa, regista teatrale, regista cinematografico e sceneggiatore italiano († 1969)
- 1920 - Jean Lecanuet, politico francese († 1993)
- 1920 - Pierre Mamie, vescovo cattolico svizzero († 2008)
- 1920 - Zenonas Puzinauskas, cestista lituano († 1995)
- 1920 - Victor Salvi, arpista, liutaio e imprenditore statunitense († 2015)
- 1921 - Luigi Bertani, calciatore italiano
- 1921 - Renato Crotti, imprenditore e scrittore italiano († 2015)
- 1921 - Ademilde Fonseca, cantante brasiliana († 2012)
- 1921 - Joan Greenwood, attrice britannica († 1987)
- 1921 - Renzo Nanni, poeta e scrittore italiano († 2004)
- 1921 - Dinny Pails, tennista australiano († 1986)
- 1922 - Iring Fetscher, politologo tedesco († 2014)
- 1922 - Alfio Michelucci, calciatore italiano
- 1922 - Martha O'Driscoll, attrice statunitense († 1998)
- 1922 - Dina Pathak, attrice indiana († 2002)
- 1922 - Xenia Stad-de Jong, velocista olandese († 2012)
- 1922 - Teixeirinha, calciatore brasiliano († 1999)
- 1922 - Giuseppe Vairo, calciatore italiano († 1947)
- 1922 - Georges Vallet, archeologo e storico francese († 1994)
- 1923 - An Byeong-seok, cestista sudcoreano († 1984)
- 1923 - Patrick Moore, astronomo inglese († 2012)
- 1923 - Francesco Candioto, politico italiano († 1998)
- 1923 - Piero D'Inzeo, cavaliere italiano († 2014)
- 1923 - Eugenio Jannelli, politico e medico italiano († 2005)
- 1923 - Willie Johnson, chitarrista statunitense († 1995)
- 1923 - Manuel Álvarez Ortega, poeta, scrittore e traduttore spagnolo († 2014)
- 1924 - Luigi Amaducci, arcivescovo cattolico italiano († 2010)
- 1924 - José Antonio de la Loma, sceneggiatore e regista spagnolo († 2004)
- 1924 - Ferruccio Maruffi, scrittore italiano († 2015)
- 1924 - Jack Parkinson, cestista statunitense († 1997)
- 1924 - Plinio Rolle, calciatore italiano († 2022)
- 1925 - Edmond Abelé, vescovo cattolico francese († 2017)
- 1925 - Inezita Barroso, cantante, attrice e compositrice brasiliana († 2015)
- 1925 - Virgilio Condarcuri, politico e partigiano italiano († 2009)
- 1925 - Italo Mancini, presbitero, filosofo e teologo italiano († 1993)
- 1925 - Paul Mauriat, musicista, direttore d'orchestra e compositore francese († 2006)
- 1926 - Giorgio Bongiovanni, ex cestista e allenatore di pallacanestro italiano
- 1926 - Camillo Brero, poeta e scrittore italiano († 2018)
- 1926 - Richard DeVos, imprenditore statunitense († 2018)
- 1926 - Daniel Kastler, fisico francese († 2015)
- 1926 - Pascual Pérez, pugile argentino († 1977)
- 1926 - Massimo Zamorani, giornalista e scrittore italiano († 2018)
- 1927 - Phil Batt, politico e musicista statunitense († 2023)
- 1927 - Giacomo Becattini, economista italiano († 2017)
- 1927 - Sauro Cavallini, scultore italiano († 2016)
- 1927 - Thayer David, attore statunitense († 1978)
- 1927 - Mauro Ianniello, politico italiano († 1999)
- 1927 - Dick Savitt, tennista statunitense († 2023)
- 1927 - Jan van Schijndel, calciatore olandese († 2011)
- 1928 - Samuel Adler, compositore e direttore d'orchestra statunitense
- 1928 - Eduardo Guerrero, canottiere argentino († 2015)
- 1928 - Alan Sillitoe, scrittore inglese († 2010)
- 1929 - Luigi Cagni, assiriologo e ebraista italiano († 1998)
- 1929 - Claude Colette, ciclista su strada belga († 1990)
- 1929 - Columba Domínguez, attrice messicana († 2014)
- 1929 - Emanuele Giacoia, giornalista, telecronista sportivo e conduttore televisivo italiano († 2022)
- 1929 - Rudolf Guyer, architetto svizzero
- 1929 - Bernard Haitink, direttore d'orchestra olandese († 2021)
- 1929 - Harold Hassall, calciatore e allenatore di calcio inglese († 2015)
- 1929 - Wolfgang Hollegha, pittore austriaco († 2023)
- 1929 - Lek Pervizi, pittore, scrittore e poeta albanese
- 1929 - Abdul Rehman, atleta pakistano
- 1929 - Jurij Sedov, calciatore sovietico († 1995)
- 1930 - Giancarlo Barigozzi, sassofonista, flautista e tecnico del suono italiano († 2008)
- 1930 - Costantino Belluscio, giornalista e politico italiano († 2010)
- 1930 - Sandro Curzi, giornalista, politico e conduttore televisivo italiano († 2008)
- 1930 - José Gorostiaga, cestista paraguaiano († 2022)
- 1930 - François Ludo, calciatore francese († 1992)
- 1930 - Miljan Miljanić, allenatore di calcio jugoslavo († 2012)
- 1931 - Kenneth H. Cooper, medico e militare statunitense
- 1931 - William Henry Keeler, arcivescovo cattolico e cardinale statunitense († 2017)
- 1931 - Nikolaj Kostylev, sollevatore sovietico († 1993)
- 1931 - Danika La Loggia, attrice italiana
- 1931 - Frank Reddout, ex cestista statunitense
- 1932 - Salvatore Bisogni, architetto italiano († 2018)
- 1932 - Gil Brandt, dirigente sportivo statunitense († 2023)
- 1932 - Lamberto Giorgis, allenatore di calcio e calciatore italiano († 2019)
- 1932 - Ryszard Kapuściński, giornalista, scrittore e saggista polacco († 2007)
- 1932 - Miriam Makeba, cantante sudafricana († 2008)
- 1932 - Adalberto Minucci, giornalista e politico italiano († 2012)
- 1932 - Ed Roth, artista e animatore statunitense († 2001)
- 1933 - John Ciaccia, politico italiano († 2018)
- 1933 - Elsy Jacobs, ciclista su strada e pistard lussemburghese († 1998)
- 1933 - Michael Jeffery, imprenditore britannico († 1973)
- 1933 - Jacques Julliard, storico e saggista francese († 2023)
- 1933 - Nino Vaccarella, pilota automobilistico italiano († 2021)
- 1933 - Louis Viannet, sindacalista francese († 2017)
- 1934 - Mario Davidovsky, compositore argentino († 2019)
- 1934 - Laila Halme, cantante finlandese († 2021)
- 1934 - Anne Haney, attrice statunitense († 2001)
- 1934 - Barbara McNair, cantante e attrice statunitense († 2007)
- 1934 - Giovanni Previtali, storico dell'arte italiano († 1988)
- 1934 - Janez Strnad, fisico e divulgatore scientifico sloveno († 2015)
- 1935 - Carlo Casini, magistrato e politico italiano († 2020)
- 1935 - Giovanni Degli Antoni, informatico italiano († 2016)
- 1935 - Mogens Ellegaard, musicista e fisarmonicista danese († 1995)
- 1935 - Bent Larsen, scacchista danese († 2010)
- 1935 - Jan Oldenmark, ex cestista svedese
- 1935 - Kazimierz Paździor, pugile polacco († 2010)
- 1936 - Jim Clark, pilota automobilistico britannico († 1968)
- 1936 - Fabbriano, pittore italiano († 2019)
- 1936 - Kim Yong-chun, generale e politico nordcoreano († 2018)
- 1936 - Corrado Pani, attore e doppiatore italiano († 2005)
- 1936 - Luciana Reali, ginnasta italiana († 1981)
- 1936 - Aribert Reimann, pianista e compositore tedesco († 2024)
- 1936 - René Robert, fotografo svizzero († 2022)
- 1936 - Giorgio Tinazzi, ciclista su strada italiano († 1982)
- 1936 - Michele Zappella, psichiatra italiano
- 1937 - José Araquistáin, ex calciatore spagnolo
- 1937 - Nina Bejlina, violinista sovietica († 2018)
- 1937 - Ottavio Besomi, filologo e italianista svizzero
- 1937 - Alfredo Maria Bonanno, anarchico italiano († 2023)
- 1937 - Pier Giorgio Cazzola, velocista italiano († 2001)
- 1937 - Francesco De Carli, politico italiano († 2012)
- 1937 - William Deverell, scrittore e avvocato canadese
- 1937 - Elio Veller, attore italiano († 2012)
- 1937 - Urbano Zea, cestista messicano († 2022)
- 1938 - Anton Balasingham, giornalista e traduttore singalese († 2006)
- 1938 - Alpha Condé, politico guineano
- 1938 - Rossana Di Lorenzo, attrice italiana († 2022)
- 1938 - Elvio Fassone, ex magistrato, scrittore e politico italiano
- 1938 - Bruna Lelli, cantante italiana
- 1938 - Kito Lorenc, scrittore e poeta tedesco († 2017)
- 1938 - Vladimír Nadrchal, ex hockeista su ghiaccio cecoslovacco
- 1938 - Paula Prentiss, attrice statunitense
- 1938 - Helga Stroh, ex schermitrice tedesca
- 1938 - Anatolij Markovič Žabotinskij, fisico sovietico († 2008)
- 1939 - Horst Fantazzini, criminale e scrittore italiano († 2001)
- 1939 - Nicolae Firoiu, ex pallanuotista e allenatore di pallanuoto rumeno
- 1939 - Benny Luke, ballerino e attore statunitense († 2013)
- 1939 - Sandra Reynolds Price, ex tennista sudafricana
- 1939 - Carlos Vereza, attore brasiliano
- 1940 - Giulio Ballio, ingegnere italiano
- 1940 - Ji-Tu Cumbuka, attore statunitense († 2017)
- 1940 - Georges Chardin Délices, ex calciatore haitiano
- 1940 - Ruggero Marino, giornalista, scrittore e poeta italiano
- 1940 - Vladimir Morozov, canoista sovietico († 2023)
- 1941 - John Aprea, attore statunitense († 2024)
- 1941 - David Darling, violoncellista e compositore statunitense († 2021)
- 1941 - Adrian Lyne, regista britannico
- 1941 - Lea Melandri, giornalista, attivista e saggista italiana
- 1942 - Juan Daniel Cardellino, arbitro di calcio uruguaiano († 2007)
- 1942 - Claudio Dematté, economista e dirigente d'azienda italiano († 2004)
- 1942 - Charles C. Krulak, generale e dirigente sportivo statunitense
- 1942 - Juan Carlos Oleniak, allenatore di calcio e ex calciatore argentino
- 1942 - Nicola Sanese, politico italiano
- 1942 - Riccardo Sogliano, ex calciatore e dirigente sportivo italiano
- 1942 - Fragkiskos Sourpīs, ex calciatore greco
- 1942 - Bob Wootton, chitarrista statunitense († 2017)
- 1943 - Franco Corradi, carabiniere italiano († 1970)
- 1943 - Dadá Maravilha, ex calciatore brasiliano
- 1943 - Lucio Dalla, cantautore, compositore e polistrumentista italiano († 2012)
- 1943 - Gaspare Giudice, politico italiano († 2009)
- 1943 - Bruno Jacoboni, allenatore di calcio e ex calciatore italiano
- 1943 - Gabriele Mana, vescovo cattolico italiano
- 1943 - Roberto Manganotto, calciatore italiano († 2022)
- 1943 - Mario Medda, pentatleta italiano († 1980)
- 1943 - Carlos Mouriño, imprenditore e dirigente sportivo spagnolo
- 1943 - Carla Federica Nespolo, politica italiana († 2020)
- 1943 - Gianni Pulone, attore italiano († 2010)
- 1943 - Aldo Rico, politico e militare argentino
- 1943 - Philippe Salaün, fotografo francese († 2020)
- 1944 - Alfredo Arias, regista teatrale argentino
- 1944 - Dušan Bartovič, allenatore di calcio e calciatore cecoslovacco († 2020)
- 1944 - André Betta, ex calciatore francese
- 1944 - Brian Etheridge, allenatore di calcio e calciatore inglese († 2011)
- 1944 - Francisco Fernández Rodríguez, ex calciatore spagnolo
- 1944 - Harvey Postlethwaite, ingegnere britannico († 1999)
- 1944 - Bobby Womack, cantautore e chitarrista statunitense († 2014)
- 1945 - Femi Benussi, attrice italiana
- 1945 - Tara Browne, nobile inglese († 1966)
- 1945 - Göran Claeson, ex pattinatore di velocità su ghiaccio svedese
- 1945 - Jafar Kashani, calciatore iraniano († 2019)
- 1945 - Dieter Meier, cantante e musicista svizzero
- 1945 - Ron Marchini, karateka e attore statunitense
- 1945 - Michael John Sheridan, vescovo cattolico statunitense († 2022)
- 1945 - Tommy Svensson, allenatore di calcio e ex calciatore svedese
- 1945 - Manuel Ureña Pastor, arcivescovo cattolico spagnolo
- 1945 - Gavin Weightman, giornalista britannico († 2022)
- 1945 - Gary Williams, ex cestista e allenatore di pallacanestro statunitense
- 1946 - Renzo Caramaschi, politico italiano
- 1946 - Giuseppe Casarrubea, storico e saggista italiano († 2015)
- 1946 - Felicity Field, ex sciatrice alpina britannica
- 1946 - Haile Gerima, regista etiope
- 1946 - Patricia Kennealy, scrittrice e giornalista statunitense († 2021)
- 1946 - Ralph Kirshbaum, violoncellista statunitense
- 1946 - Vladimir Vladimirovič Kozlov, ex calciatore sovietico
- 1946 - Franco Melidoni, attore italiano
- 1946 - Jean-Claude Schmitt, storico e medievista francese
- 1947 - Elio Calcabrini, ex pugile italiano
- 1947 - Nicole Calfan, attrice e scrittrice francese
- 1947 - Riccardo Dessì, ex calciatore e medico italiano
- 1947 - William Dudley, scenografo e costumista britannico († 2025)
- 1947 - Doug Ferguson, bassista britannico
- 1947 - David Franzoni, sceneggiatore e produttore cinematografico statunitense
- 1947 - Jan Garbarek, sassofonista e compositore norvegese
- 1947 - Carlos González, cestista argentino († 2012)
- 1947 - Paolo Guerrieri Paleotti, economista e politico italiano
- 1947 - Gunnar Hansen, attore e scrittore islandese († 2015)
- 1947 - Anthony Indelicato, mafioso statunitense
- 1947 - Phyllis Katz, attrice statunitense
- 1947 - Peter Kretauer, ex slittinista austriaco
- 1947 - Massimo Milazzo, attore, doppiatore e dialoghista italiano
- 1947 - Barbara Nowak, ex cestista polacca
- 1947 - Gerhard Werner, ex pentatleta tedesco
- 1948 - Shakin' Stevens, cantautore gallese
- 1948 - Juan Carlos Biondini, chitarrista e cantante argentino
- 1948 - James Ellroy, scrittore statunitense
- 1948 - Ernst Håkon Jahr, linguista e scrittore norvegese
- 1948 - Mike Moran, produttore discografico e musicista britannico
- 1948 - Rosella Ottone, politica italiana († 2011)
- 1948 - Roberto Pannunzi, mafioso italiano
- 1948 - Boye Skistad, allenatore di calcio e ex calciatore norvegese
- 1948 - Brede Skistad, allenatore di calcio e calciatore norvegese († 1995)
- 1948 - Chris Squire, bassista e cantante britannico († 2015)
- 1948 - Edson Taschetto Damian, vescovo cattolico brasiliano
- 1948 - Giōrgos Vlachos, ex calciatore greco
- 1949 - Massimo Berta, calciatore italiano († 2020)
- 1949 - Paolo Bosisio, regista, attore e sceneggiatore italiano
- 1949 - Volodymyr Ivasjuk, cantautore, compositore e poeta sovietico († 1979)
- 1949 - Karel Loprais, pilota di rally ceco († 2021)
- 1949 - Barbara Piecha, ex slittinista polacca
- 1949 - Sergej Bagapš, politico abcaso († 2011)
- 1949 - Jaromír Vlk, ex pesista cecoslovacco
- 1950 - Franco Bonato, politico italiano
- 1950 - Alfredo Fillia, giocatore di biliardo argentino
- 1950 - Babo Kabasu, calciatore della Repubblica Democratica del Congo († 2022)
- 1950 - Juca Kfouri, giornalista, conduttore televisivo e telecronista sportivo brasiliano
- 1950 - Ofelia Medina, attrice e sceneggiatrice messicana
- 1950 - Ben Pastor, docente, saggista e scrittrice italiana
- 1950 - Rick Perry, politico statunitense
- 1950 - Ken Robinson, educatore e scrittore britannico († 2020)
- 1951 - Kenny Dalglish, ex calciatore, allenatore di calcio e dirigente sportivo scozzese
- 1951 - Pete Haycock, musicista e compositore britannico († 2013)
- 1951 - Rose Laurens, cantautrice francese († 2018)
- 1951 - Mike Quarry, pugile statunitense († 2006)
- 1951 - Chris Rea, cantante e chitarrista britannico
- 1951 - Marco Rotondi, saggista e psicologo italiano
- 1951 - Glenis Willmott, politica britannica
- 1951 - Zoran Žižić, politico montenegrino († 2013)
- 1952 - Giancarlo Alessandrelli, ex calciatore italiano
- 1952 - Terje Andersen, ex pattinatore di velocità su ghiaccio norvegese
- 1952 - Gianfranco Bianco, giornalista e conduttore televisivo italiano († 2016)
- 1952 - Patrick Fernandez, pilota motociclistico francese
- 1952 - Sergio Gasparin, dirigente sportivo e allenatore di calcio italiano
- 1952 - Erik Håker, ex sciatore alpino norvegese
- 1952 - Ronn Moss, attore, musicista e cantante statunitense
- 1952 - Umberto Tozzi, cantautore e chitarrista italiano
- 1952 - Jim Wolf, giocatore di football americano statunitense († 2003)
- 1953 - Emilio Estefan, musicista e produttore discografico cubano
- 1953 - Llorenç Serra Ferrer, allenatore di calcio e ex calciatore spagnolo
- 1953 - Anne Gollogly, ex cestista inglese
- 1953 - Scott Hicks, regista britannico
- 1953 - Paweł Janas, allenatore di calcio e ex calciatore polacco
- 1953 - Kay Lenz, attrice statunitense
- 1953 - Luigi Pedrazzini, politico, avvocato e giornalista svizzero
- 1953 - Reinhold Roth, pilota motociclistico tedesco († 2021)
- 1953 - Anna Maria Serafini, politica italiana
- 1953 - Chris Smith, politico statunitense
- 1953 - S. Tucker Taft, informatico statunitense
- 1953 - Agustí Villaronga, regista, sceneggiatore e attore spagnolo († 2023)
- 1953 - Daniel Woodrell, scrittore statunitense
- 1954 - Barbara Downs, ex tennista statunitense
- 1954 - François Fillon, politico francese
- 1954 - Ricky Ford, sassofonista statunitense
- 1954 - Margot Klestil-Löffler, diplomatica austriaca
- 1954 - Carmelo La Torre, calciatore italiano († 2024)
- 1954 - Antti Muurinen, allenatore di calcio finlandese
- 1954 - Catherine O'Hara, attrice e doppiatrice canadese
- 1954 - Irina Ratušinskaja, scrittrice e poetessa russa († 2017)
- 1954 - Romeu Silva, allenatore di calcio e ex calciatore portoghese
- 1954 - Kazimierz Szczerba, ex pugile polacco
- 1954 - Santo Tomaino, pittore italiano
- 1955 - Mark Colleano, attore italiano
- 1955 - Francesco Esposito, ex canottiere italiano
- 1955 - Bernd Höing, ex canottiere tedesco
- 1955 - Joey Jones, calciatore gallese († 2025)
- 1955 - Marcelo de Oliveira Santos, allenatore di calcio e ex calciatore brasiliano
- 1955 - Anna Pavignano, scrittrice e sceneggiatrice italiana
- 1955 - Dominique Pinon, attore francese
- 1955 - Michele Ragosta, politico italiano
- 1955 - Shirō Sano, attore e regista giapponese
- 1955 - Andrij Taran, generale e politico ucraino
- 1955 - Mihály Tulipán, calciatore ungherese († 1986)
- 1956 - Sanžaagijn Bajar, politico mongolo
- 1956 - Carlos Roberto Gallo, ex calciatore brasiliano
- 1956 - Philippe Mahut, calciatore francese († 2014)
- 1956 - Marco Palumbo, ex cestista italiano
- 1956 - Tamás Sulyok, avvocato, politico e docente ungherese
- 1956 - Péter Takács, ex schermidore ungherese
- 1957 - Alberto Caneva, doppiatore e direttore del doppiaggio italiano
- 1957 - Jim Dwyer, scrittore e giornalista statunitense († 2020)
- 1957 - Oliviero Garlini, calciatore, allenatore di calcio e dirigente sportivo italiano († 2025)
- 1957 - Giorgio Lalle, ex nuotatore italiano
- 1957 - Marco Marchi, allenatore di calcio e ex calciatore italiano
- 1957 - Maria Steenmetz, ex cestista olandese
- 1957 - Mykelti Williamson, attore e regista statunitense
- 1957 - Alfonso de Ceballos-Escalera y Gila, avvocato e storico spagnolo
- 1958 - Per Egil Ahlsen, ex calciatore norvegese
- 1958 - Andy Coan, nuotatore statunitense († 2017)
- 1958 - Patricia Heaton, attrice, comica e produttrice cinematografica statunitense
- 1958 - Madleen Kane, cantante e modella svedese
- 1958 - Lennie Lee, artista sudafricano
- 1958 - Livio Leonardi, giornalista italiano
- 1958 - Massimo Mascioletti, ex rugbista a 15, allenatore di rugby a 15 e dirigente sportivo italiano
- 1958 - Tina Smith, politica statunitense
- 1959 - Alan Cork, allenatore di calcio e ex calciatore inglese
- 1959 - Maria Dompè, scultrice italiana
- 1959 - Plamen Getov, ex calciatore bulgaro
- 1959 - Gino e Dino, comico italiano
- 1959 - Mike Goi, regista statunitense
- 1959 - Edith Hall, grecista britannica
- 1959 - Vital Kamerhe, politico della Repubblica Democratica del Congo
- 1959 - Licinia Lentini, attrice, doppiatrice e direttrice del doppiaggio italiana
- 1959 - Cinzia Leone, attrice e personaggio televisivo italiana
- 1959 - Bárbaro Marín, attore cubano
- 1959 - Marcos Nogueira Eberlin, chimico brasiliano
- 1959 - Ann Packer, scrittrice statunitense
- 1959 - Irina Strachova, ex marciatrice sovietica
- 1959 - Francesco Straniero Sergio, linguista italiano († 2011)
- 1960 - Jody Campbell, ex pallanuotista statunitense
- 1960 - Emita Frigato, scenografa e costumista italiana
- 1960 - Vicky Jenson, regista statunitense
- 1960 - John Mugabi, ex pugile ugandese
- 1960 - Kazushi Ono, direttore d'orchestra giapponese
- 1960 - Larry Sengstock, ex cestista e dirigente sportivo australiano
- 1961 - Sabine Everts, ex multiplista e lunghista tedesca
- 1961 - Johan Helsingius, informatico finlandese
- 1961 - Ray Mancini, ex pugile statunitense
- 1961 - Mahito Ōba, doppiatore giapponese
- 1961 - Erwin Resch, ex sciatore alpino austriaco
- 1961 - Salvador García, ex calciatore spagnolo
- 1961 - Teodosij Spasov, compositore e musicista bulgaro
- 1961 - Marcello Vernola, politico italiano
- 1961 - Steven Weber, attore statunitense
- 1962 - Xela Arias, scrittrice e traduttrice spagnola († 2003)
- 1962 - Miriam Díaz Aroca, attrice e conduttrice televisiva spagnola
- 1962 - Mirsad Baljić, ex calciatore jugoslavo
- 1962 - Simon Bisley, fumettista britannico
- 1962 - Paul Canoville, ex calciatore inglese
- 1962 - Nir Levine, allenatore di calcio, dirigente sportivo e ex calciatore israeliano
- 1962 - Pascal Rousseau, ex calciatore francese
- 1962 - Andrej Serdjukov, generale russo
- 1962 - Claire Voisin, matematica francese
- 1963 - Suad Beširević, calciatore e allenatore di calcio sloveno († 2019)
- 1963 - Paul Krumpe, ex calciatore statunitense
- 1963 - Jason Newsted, bassista e cantante statunitense
- 1963 - Francesco Repice, giornalista italiano
- 1963 - Daniel Roebuck, attore statunitense
- 1963 - Alexis Sweet, regista italiano
- 1964 - Paul Bostaph, batterista statunitense
- 1964 - Shane Conlan, ex giocatore di football americano statunitense
- 1964 - Brian Crowley, politico irlandese
- 1964 - Emilia Eberle, ex ginnasta rumena
- 1964 - Christian Garnier, ex cestista francese
- 1964 - Marcos Górriz, ex tennista spagnolo
- 1964 - Fadel Jilal, ex calciatore marocchino
- 1964 - Aleksandr Kolotov, pallanuotista sovietico
- 1964 - Sujata Massey, scrittrice statunitense
- 1964 - Richard Saeger, ex nuotatore statunitense
- 1964 - Marco Senise, conduttore televisivo italiano
- 1964 - Flavio Vanzella, ex ciclista su strada italiano
- 1964 - Paolo Virzì, regista e sceneggiatore italiano
- 1965 - Paul W. S. Anderson, regista, sceneggiatore e produttore cinematografico britannico
- 1965 - Vincent Cobos, ex calciatore francese
- 1965 - Gerardo D'Amico, giornalista e scrittore italiano
- 1965 - Stacy Edwards, attrice statunitense
- 1965 - Luigi Gualco, dirigente sportivo e ex calciatore italiano
- 1965 - Khaled Hosseini, scrittore e medico afghano
- 1965 - Jurij Valentinovič Lončakov, cosmonauta russo
- 1965 - Sidik Mia, politico malawiano († 2021)
- 1965 - Donata Minorati, ex canottiera italiana
- 1965 - John Murphy, compositore britannico
- 1965 - Luc Rocheleau, ex schermidore canadese
- 1965 - WestBam, disc jockey e musicista tedesco
- 1965 - Luca Zanforlin, autore televisivo, conduttore televisivo e scrittore italiano
- 1966 - Steve Bastoni, attore italiano
- 1966 - Nicola Caputo, politico italiano
- 1966 - Grand Puba, rapper statunitense
- 1966 - Callista Gingrich, imprenditrice, politica e diplomatica statunitense
- 1966 - Adi Gordon, ex cestista israeliano
- 1966 - Emese Hunyady, ex pattinatrice di velocità su ghiaccio ungherese
- 1966 - Ruslan Jaqsylyqov, generale e politico kazako
- 1966 - Kevin Johnson, ex cestista e politico statunitense
- 1966 - Mirela Kumbaro, politica, docente e traduttrice albanese
- 1966 - Helmut Mayer, ex sciatore alpino austriaco
- 1966 - Dav Pilkey, scrittore e illustratore statunitense
- 1966 - Wash Westmoreland, regista, sceneggiatore e produttore cinematografico britannico
- 1966 - Hideo Yanagi, allenatore di football americano giapponese
- 1967 - Michael Andersson, ex ciclista su strada e pistard svedese
- 1967 - Marco Bizzarri, allenatore di calcio e ex calciatore italiano
- 1967 - Carlo Bonini, giornalista e scrittore italiano
- 1967 - Michael Cheika, ex rugbista a 15, allenatore di rugby a 15 e imprenditore australiano
- 1967 - Chung So-young, ex giocatrice di badminton sudcoreana
- 1967 - Željka Cvijanović, politica bosniaca
- 1967 - Evan Dando, cantautore e chitarrista statunitense
- 1967 - Troy Downing, politico, imprenditore e militare statunitense
- 1967 - Jonas Edman, ex tiratore a segno svedese
- 1967 - Jay Gruden, ex giocatore di football americano e allenatore di football americano statunitense
- 1967 - Hideki Komatsu, giocatore di go giapponese
- 1967 - Sam Taylor-Johnson, fotografa e regista britannica
- 1967 - Abdoulaye Traoré, ex calciatore ivoriano
- 1967 - Kubilay Türkyılmaz, ex calciatore svizzero
- 1968 - Ray Brown, ex giocatore di football americano statunitense
- 1968 - Andrea Freccero, illustratore e fumettista italiano
- 1968 - Asle Hillestad, ex calciatore norvegese
- 1968 - Patsy Kensit, attrice, cantante e personaggio televisivo britannica
- 1968 - Kirkor Kirkorov, ex pugile bulgaro
- 1968 - Kazimierz Kucharski, ex giocatore di calcio a 5 polacco
- 1968 - James Lankford, politico statunitense
- 1968 - Stefano Margutti, ex pallavolista e dirigente sportivo italiano
- 1968 - Paola Maugeri, giornalista, conduttrice televisiva e conduttrice radiofonica italiana
- 1968 - Kyriakos Mītsotakīs, politico greco
- 1968 - Johan Nijenhuis, sceneggiatore, regista e produttore cinematografico olandese
- 1968 - Filippo Sensi, giornalista, blogger e politico italiano
- 1968 - Bobby Wilson, giocatore di football americano statunitense († 2023)
- 1968 - Dianne van Rensburg, ex tennista sudafricana
- 1969 - Chaz Bono, attore, musicista e scrittore statunitense
- 1969 - Jez Butterworth, drammaturgo, sceneggiatore e regista britannico
- 1969 - Pierluigi Casiraghi, allenatore di calcio e ex calciatore italiano
- 1969 - Herbert Dorfmann, politico italiano
- 1969 - André Luís Guimarães Fonseca, ex cestista brasiliano
- 1969 - Stina Nordenstam, cantautrice e musicista svedese
- 1969 - Pier Paolo Pizzimbone, politico italiano
- 1969 - Henrik Rödl, allenatore di pallacanestro e ex cestista tedesco
- 1969 - Tekla, cantante svedese
- 1969 - Annie Yi, attrice taiwanese
- 1970 - Andrea Bendewald, attrice statunitense
- 1970 - Àlex Crivillé, pilota motociclistico spagnolo
- 1970 - Edward Gal, cavaliere olandese
- 1970 - Bledar Gjeçaj, ex cestista e allenatore di pallacanestro albanese
- 1970 - Marzena Głaszcz, ex cestista e allenatrice di pallacanestro polacca
- 1970 - Will Keen, attore britannico
- 1970 - Monika Kogler, ex sciatrice alpina austriaca
- 1970 - Carmelo Magli, poliziotto italiano († 1994)
- 1970 - Ken McDonald, ex cestista e allenatore di pallacanestro statunitense
- 1970 - Riccardo Sinigallia, cantautore e produttore discografico italiano
- 1970 - Caroline Vis, ex tennista olandese
- 1971 - Juan Aísa, procuratore sportivo e ex cestista spagnolo
- 1971 - Anouk Barnier, ex sciatrice alpina francese
- 1971 - Andrea Biancani, politico italiano
- 1971 - Scott Christie, pentatleta statunitense
- 1971 - Brigitte Henriques, dirigente sportiva e ex calciatrice francese
- 1971 - Steve Horvat, ex calciatore australiano
- 1971 - Scott Hull, chitarrista statunitense
- 1971 - Il'ja Konovalov, ex martellista russo
- 1971 - Fergal Lawler, batterista irlandese
- 1971 - Silvana Mirvić, ex cestista jugoslava
- 1971 - Satoshi Motoyama, pilota automobilistico giapponese
- 1971 - László Orosz, cestista ungherese († 2011)
- 1971 - Roberta Pedrini, regista e giornalista svizzera
- 1971 - Shavar Ross, attore, sceneggiatore e produttore cinematografico statunitense
- 1971 - Sabrina Sabrok, attrice, attrice pornografica e cantante argentina
- 1971 - Alessandra Sarchi, scrittrice, storica dell'arte e traduttrice italiana
- 1971 - Nick Stabile, attore statunitense
- 1971 - Jovan Stanković, ex calciatore serbo
- 1971 - Daniel Syrkin, regista e sceneggiatore israeliano
- 1971 - Marius Șumudică, allenatore di calcio e ex calciatore rumeno
- 1972 - Yann Bonato, ex cestista francese
- 1972 - Sergio Campolo, allenatore di calcio e ex calciatore italiano
- 1972 - Katarzyna Juszczak, ex judoka e ex lottatrice polacca
- 1972 - Dirk Lottner, allenatore di calcio e ex calciatore tedesco
- 1972 - Pae Gil-su, ex ginnasta nordcoreano
- 1972 - Ivy Queen, cantante, compositrice e rapper portoricana
- 1972 - Ted Skjellum, cantante, chitarrista e bassista norvegese
- 1972 - Robert Smith, ex giocatore di football americano statunitense
- 1972 - Buck 65, musicista e rapper canadese
- 1972 - Jos Verstappen, pilota automobilistico olandese
- 1973 - Thomas Andreasen, ex calciatore danese
- 1973 - Massimo Brambilla, allenatore di calcio e ex calciatore italiano
- 1973 - Penny Mordaunt, politica britannica
- 1973 - Iulian Raicea, tiratore a segno rumeno
- 1973 - Francisco Serrejón, ex giocatore di calcio a 5 spagnolo
- 1973 - Derlis Soto, ex calciatore paraguaiano
- 1973 - Len Wiseman, regista, sceneggiatore e produttore cinematografico statunitense
- 1974 - Marco Albanesi, allenatore di pallacanestro italiano
- 1974 - Joaquim Alberto Silva, calciatore angolano († 2019)
- 1974 - Jeff Bhasker, tastierista, cantante e produttore discografico statunitense
- 1974 - Nalbert Bitencourt, ex pallavolista e ex giocatore di beach volley brasiliano
- 1974 - Riccardo Canovaro, ex pallanuotista italiano
- 1974 - Crowbar, wrestler statunitense
- 1974 - Elpídio Barbosa Conceição, ex calciatore brasiliano
- 1974 - ICS Vortex, cantante e polistrumentista norvegese
- 1974 - Kim Yeong-ok, ex cestista sudcoreana
- 1974 - Mladen Krstajić, allenatore di calcio e ex calciatore serbo
- 1974 - Bartłomiej Kurowski, schermidore polacco
- 1974 - Karol Kučera, ex tennista slovacco
- 1974 - Ariel Ortega, ex calciatore argentino
- 1974 - Pierluigi Pardo, giornalista, conduttore televisivo e telecronista sportivo italiano
- 1974 - Virginijus Praškevičius, ex cestista lituano
- 1974 - Andreas Stitzl, ex sciatore nordico tedesco
- 1974 - Bill Young, ex rugbista a 15, allenatore di rugby a 15 e imprenditore australiano
- 1975 - Antti Aalto, ex hockeista su ghiaccio e dirigente sportivo finlandese
- 1975 - Maurizio Baglini, pianista italiano
- 1975 - João Batista Casemiro Marques, ex calciatore brasiliano
- 1975 - Daniela Bello, personaggio televisivo e ex ballerina italiana
- 1975 - Arley Betancourth, ex calciatore colombiano
- 1975 - Kirsten Bolm, ex ostacolista tedesca
- 1975 - Patrick Femerling, ex cestista e allenatore di pallacanestro tedesco
- 1975 - Paulo Gomes, allenatore di calcio e ex calciatore portoghese
- 1975 - Kristi Harrower, ex cestista australiana
- 1975 - Todd David Lawhorne, attore statunitense
- 1975 - Claudio Liverziani, ex giocatore di baseball italiano
- 1975 - Eva Martincová, ex tennista ceca
- 1975 - Stefano Saviozzi, ex rugbista a 15 italiano
- 1975 - Hawksley Workman, cantautore, musicista e produttore discografico canadese
- 1976 - Robbie Blake, allenatore di calcio e ex calciatore inglese
- 1976 - Rodney Elliott, ex cestista statunitense
- 1976 - Alireza Heidari, ex lottatore iraniano
- 1976 - Tommy Jönsson, ex calciatore svedese
- 1976 - Kim Jung-eun, attrice sudcoreana
- 1976 - Kristof Magnusson, scrittore e traduttore tedesco
- 1976 - Mohsen Namjoo, cantautore, cantante e musicista iraniano
- 1976 - Regi Penxten, disc jockey e produttore discografico belga
- 1976 - Vic Wunderle, arciere statunitense
- 1977 - Víctor Baldo, ex cestista argentino
- 1977 - Giancarlo Garozzo, politico italiano
- 1977 - Laura Gatto, ex lunghista italiana
- 1977 - Ana Guevara, ex velocista messicana
- 1977 - Juha Helppi, giocatore di poker finlandese
- 1977 - Laura Jansen, cantante olandese
- 1977 - Christian Jessen, conduttore televisivo e medico britannico
- 1977 - Kaká, allenatore di calcio a 5 e ex giocatore di calcio a 5 brasiliano
- 1977 - Lisa Kaltenegger, astronoma e fisica austriaca
- 1977 - Daniel Klewer, ex calciatore tedesco
- 1977 - Didem Sarıca, ex cestista turca
- 1977 - Tony Sénéchal, ex calciatore tahitiano
- 1977 - Dorin Toma, ex calciatore e allenatore di calcio romeno
- 1977 - Gareth Wyatt, rugbista a 15 gallese
- 1978 - Augusto Curti, politico italiano
- 1978 - Pierre Dagenais, ex hockeista su ghiaccio canadese
- 1978 - Denis Dallan, ex rugbista a 15 italiano
- 1978 - Junior Morales, calciatore honduregno
- 1978 - Giovanni Zarrella, cantante, showman e ballerino italiano
- 1979 - Neil Best, rugbista a 15 nordirlandese
- 1979 - Cara Consuegra, ex cestista e allenatrice di pallacanestro statunitense
- 1979 - Salvo Coppa, allenatore di pallacanestro italiano
- 1979 - Karima Delli, politica francese
- 1979 - Ben Fouhy, canoista neozelandese
- 1979 - Günter Friesenbichler, ex calciatore austriaco
- 1979 - Trenton Hassell, ex cestista statunitense
- 1979 - Paul Henare, ex cestista e allenatore di pallacanestro neozelandese
- 1979 - Geoff Huegill, ex nuotatore australiano
- 1979 - Vjačeslav Malafeev, ex calciatore russo
- 1979 - André Nascimento, ex pallavolista brasiliano
- 1979 - Sarah Stock, wrestler canadese
- 1980 - Gaia Bolognesi, doppiatrice italiana
- 1980 - Rohan Bopanna, tennista indiano
- 1980 - Omar Bravo, ex calciatore messicano
- 1980 - Dawn Cressman, ex cestista canadese
- 1980 - Mamady Doumbouya, militare guineano
- 1980 - Alex Ribeiro Garcia, cestista brasiliano
- 1980 - Giedrius Gustas, allenatore di pallacanestro e ex cestista lituano
- 1980 - Scott Hamilton, rugbista a 15 neozelandese
- 1980 - Colin Healy, ex calciatore irlandese
- 1980 - Jeong Da-bin, attrice sudcoreana († 2007)
- 1980 - Kenneth Maronie, ex nuotatore dominicense
- 1980 - Manuel Ortlechner, ex calciatore austriaco
- 1980 - Sergej Zinov'ev, ex hockeista su ghiaccio russo
- 1981 - Dominik Behr, schermidore tedesco
- 1981 - Maike von Bremen, attrice e conduttrice televisiva tedesca
- 1981 - Marie Delattre, canoista francese
- 1981 - Andrew Drevo, ex cestista statunitense
- 1981 - Maurizio Felugo, ex pallanuotista e dirigente sportivo italiano
- 1981 - Ákos Horváth, cestista ungherese
- 1981 - Laura Michelle Kelly, attrice e cantante britannica
- 1981 - Alexandra Kolier, ex sciatrice alpina tedesca
- 1981 - Eszter Krutzler, ex sollevatrice ungherese
- 1981 - Ariza Makukula, ex calciatore portoghese
- 1981 - Aketza Peña, ex ciclista su strada e ex ciclocrossista spagnolo
- 1981 - Helen Wyman, ex ciclocrossista e ex ciclista su strada britannica
- 1982 - Juan Manuel Barrientos, ex calciatore argentino
- 1982 - Julio Chiarini, ex calciatore argentino
- 1982 - Bouna Coundoul, allenatore di calcio e ex calciatore senegalese
- 1982 - Landon Donovan, dirigente sportivo, allenatore di calcio e ex calciatore statunitense
- 1982 - Ljudmila Ežova, ex ginnasta russa
- 1982 - Peter Hollens, cantante statunitense
- 1982 - Tomáš Janotka, allenatore di calcio e ex calciatore ceco
- 1982 - K. Michelle, cantautrice e personaggio televisivo statunitense
- 1982 - Uma Blasini, modella portoricana
- 1982 - Elia Rigotto, ex ciclista su strada italiano
- 1982 - Andrėj Rybakoŭ, sollevatore bielorusso
- 1982 - Rodrigo de Souza Cardoso, ex calciatore brasiliano
- 1982 - Machinedrum, musicista statunitense
- 1982 - Jasar Takak, ex calciatore olandese
- 1983 - Louis Agyemang, ex calciatore ghanese
- 1983 - Zoran Baldovaliev, ex calciatore macedone
- 1983 - Carlinhos Paraíba, ex calciatore brasiliano
- 1983 - Esteban Conde, allenatore di calcio e ex calciatore uruguaiano
- 1983 - Samuel Contesti, ex pattinatore artistico su ghiaccio francese
- 1983 - Safia Djelal, atleta paralimpica algerina
- 1983 - Jaque Fourie, rugbista a 15 sudafricano
- 1983 - Anita Gara, scacchista ungherese
- 1983 - Julija Guščina, velocista russa
- 1983 - Jessica Heap, attrice statunitense
- 1983 - Drew Houston, informatico e imprenditore statunitense
- 1983 - Stewart Kean, ex calciatore scozzese
- 1983 - Akeem Omolade, calciatore nigeriano († 2022)
- 1983 - Dante Senger, ex calciatore argentino
- 1983 - David Střihavka, ex calciatore e allenatore di calcio ceco
- 1983 - Cate Le Bon, cantautrice britannica
- 1983 - Olaf Wildeboer, ex nuotatore spagnolo
- 1984 - George Aba, ex calciatore salomonese
- 1984 - Juliette Armanet, cantautrice francese
- 1984 - Tamir Cohen, ex calciatore israeliano
- 1984 - Crazzy Steve, wrestler canadese
- 1984 - Tomás de las Heras, attore e modello argentino
- 1984 - Mahmoud El Ali, calciatore libanese
- 1984 - Samuel Fuchs, pallavolista brasiliano
- 1984 - Norbert Hosnyánszky, pallanuotista ungherese
- 1984 - Ai Iwamura, attrice giapponese
- 1984 - Karen Rocha, cestista brasiliana
- 1984 - Spencer Larsen, giocatore di football americano statunitense
- 1984 - Jeremy Loops, cantante sudafricano
- 1984 - Artem Rebrov, dirigente sportivo e ex calciatore russo
- 1984 - Terence Scerri, ex calciatore maltese
- 1984 - Derek Stockalper, ex cestista statunitense
- 1985 - Annabelle Laure Ali, lottatrice camerunese
- 1985 - Rafael Ağayev, karateka azero
- 1985 - Jake Buxton, allenatore di calcio e ex calciatore inglese
- 1985 - Hrvoje Čale, ex calciatore croato
- 1985 - Guillermo Díaz, cestista portoricano
- 1985 - Gemma Donati, doppiatrice e direttrice del doppiaggio italiana
- 1985 - Adetomiwa Edun, attore nigeriano
- 1985 - Josh Emmett, artista marziale misto statunitense
- 1985 - Scott Michael Foster, attore statunitense
- 1985 - Felicity Galvez, ex nuotatrice australiana
- 1985 - Josip Golubar, calciatore croato
- 1985 - Oliver Konsa, ex calciatore estone
- 1985 - Leo Mainoldi, cestista argentino
- 1985 - Mathieu Montcourt, tennista francese († 2009)
- 1985 - Michel-Pierre Pontbriand, ex giocatore di football americano canadese
- 1985 - Whitney Port, personaggio televisivo, stilista e modella statunitense
- 1985 - Luis Antonio Rodríguez, ex calciatore argentino
- 1985 - Jonas Troest, ex calciatore danese
- 1985 - Angela White, attrice pornografica australiana
- 1986 - Alexis Bœuf, ex biatleta e fondista francese
- 1986 - Pavel Časnoŭski, ex calciatore bielorusso
- 1986 - Dalton Castle, wrestler statunitense
- 1986 - Bronson Chama, calciatore zambiano
- 1986 - Amanda Collin, attrice danese
- 1986 - Annalisa Cucinotta, pistard e ex ciclista su strada italiana
- 1986 - Tom De Mul, ex calciatore e procuratore sportivo belga
- 1986 - Jérémie Durand, ex sciatore alpino francese
- 1986 - Audrey Esparza, attrice statunitense
- 1986 - Margo Harshman, attrice statunitense
- 1986 - Mike Krieger, imprenditore e informatico brasiliano
- 1986 - Srgian Luchin, ex calciatore rumeno
- 1986 - Park Min-young, attrice e modella sudcoreana
- 1986 - Pedro Quiñónez, ex calciatore ecuadoriano
- 1986 - Carlos Rentería, ex calciatore colombiano
- 1986 - Siim Roops, calciatore estone
- 1986 - Izkia Siches, politica e medica cilena
- 1986 - Bohdan Šust, ex calciatore ucraino
- 1986 - Theodōros Tripotserīs, ex calciatore greco
- 1986 - Ryan Wendell, giocatore di football americano statunitense
- 1986 - Pablo Zeballos, calciatore paraguaiano
- 1987 - Mustapha Achrifi, giocatore di calcio a 5 e calciatore norvegese
- 1987 - Marian Arahuetes, attrice e regista spagnola
- 1987 - Teddy Bjarnason, calciatore islandese
- 1987 - Zuzana Brezániová, cestista slovacca
- 1987 - Aaron Cel, ex cestista francese
- 1987 - Maciej Domański, calciatore polacco
- 1987 - Marina Gilardoni, skeletonista e ex bobbista svizzera
- 1987 - Imanol Iriberri, calciatore argentino
- 1987 - Cătălin Josan, cantautore moldavo
- 1987 - Dominic Maroh, ex calciatore sloveno
- 1987 - Alexandre Martínez, ex calciatore andorrano
- 1987 - Nicolas Maréchal, pallavolista francese
- 1987 - Jean-Philippe Mendy, ex calciatore francese
- 1987 - Tamzin Merchant, attrice, scrittrice e regista britannica
- 1987 - Emanuel Molina, ex calciatore argentino
- 1987 - Mathiang Muo, cestista sudsudanese
- 1987 - William Njobvu, ex calciatore zambiano
- 1987 - Stéphane Noro, ex calciatore francese
- 1987 - Jamie-Lee O'Donnell, attrice britannica
- 1987 - Leroy Resodihardjo, ex calciatore olandese
- 1987 - Charles Rozoy, nuotatore francese
- 1987 - Eugène Salami, calciatore nigeriano
- 1987 - Carlos Salom, calciatore argentino
- 1987 - Dhanachandra Singh, calciatore indiano
- 1988 - Byron Beatty Jr., giocatore di football americano statunitense
- 1988 - Varsham Boranyan, lottatore armeno
- 1988 - Espen Børufsen, ex calciatore norvegese
- 1988 - Josh Bowman, attore britannico
- 1988 - Steven Burke, ex pistard britannico
- 1988 - Dóra Horváth, ex pallavolista ungherese
- 1988 - Steeven Langil, calciatore francese
- 1988 - Fredrik Liverstam, calciatore svedese
- 1988 - Cody Longo, attore e cantante statunitense († 2023)
- 1988 - Gabriel Marques, ex calciatore brasiliano
- 1988 - Gal Mekel, ex cestista israeliano
- 1988 - Hermes Palomino, calciatore venezuelano
- 1988 - Răzvan Rusu, sollevatore rumeno
- 1988 - Laura Siegemund, tennista tedesca
- 1988 - Kağan Söylemezgiller, calciatore turco
- 1988 - Sjarhej Usenja, calciatore bielorusso
- 1989 - Erin Heatherton, supermodella e attrice statunitense
- 1989 - Joanna Fiodorow, martellista polacca
- 1989 - Renato Hyshmeri, calciatore albanese
- 1989 - Cihan Kaptan, ex calciatore tedesco
- 1989 - Benjamin Kiplagat, siepista ugandese († 2023)
- 1989 - Felipe Rodríguez, calciatore messicano
- 1989 - Denys Vasin, ex calciatore ucraino
- 1990 - Enrico Barbin, ex ciclista su strada italiano
- 1990 - Andrea Bowen, attrice statunitense
- 1990 - Lilli Cooper, attrice e cantante statunitense
- 1990 - Steven Deana, calciatore svizzero
- 1990 - Cosmina Dușa, calciatrice rumena
- 1990 - Bianca Erwee, ex multiplista sudafricana
- 1990 - Federico Gilmozzi, ex hockeista su ghiaccio italiano
- 1990 - Draymond Green, cestista statunitense
- 1990 - Christian Kukuk, cavallerizza tedesco
- 1990 - Li Jinzi, pugile cinese
- 1990 - Paddy Madden, calciatore irlandese
- 1990 - Fran Mérida, ex calciatore spagnolo
- 1990 - Maximiliano Oliva, ex calciatore argentino
- 1990 - Rodrigo Pastorini, calciatore uruguaiano
- 1990 - Georgi Pašov, calciatore bulgaro
- 1990 - Sebastián Píriz, calciatore uruguaiano
- 1990 - Jack Wetney, calciatore e giocatore di calcio a 5 salomonese
- 1990 - Stefania Zanoletti, calciatrice italiana
- 1990 - Renat Šakirov, giocatore di calcio a 5 russo
- 1991 - Pokklaw Anan, calciatore thailandese
- 1991 - Emir Bekrić, ostacolista serbo
- 1991 - George Chigova, calciatore zimbabwese († 2023)
- 1991 - Jonathan Dubas, cestista svizzero
- 1991 - Melvin Ejim, cestista canadese
- 1991 - Carlo Filippucci, ex rugbista a 15 italiano
- 1991 - Alely Hernández, schermitrice messicana
- 1991 - Artem Hordijenko, ex calciatore ucraino
- 1991 - Hui Ruoqi, pallavolista cinese
- 1991 - Sayed Jaafar Ahmed, calciatore bahreinita
- 1991 - Viktor Lundberg, ex calciatore svedese
- 1991 - Alexander Naddour, ginnasta statunitense
- 1991 - Aoi Nakamura, attore e modello giapponese
- 1991 - Stuart O'Keefe, calciatore inglese
- 1991 - Carles Planas, ex calciatore spagnolo
- 1991 - Ahmed Sobhi, calciatore egiziano
- 1992 - Walter Acuña, calciatore argentino
- 1992 - Federico Angiulli, calciatore italiano
- 1992 - Nick Castellanos, giocatore di baseball statunitense
- 1992 - Đorđe Despotović, calciatore serbo
- 1992 - Grandy Glaze, ex cestista canadese
- 1992 - Jouni Kallunki, tuffatore finlandese
- 1992 - Nikos Karanikas, calciatore greco
- 1992 - Anton Kovalyov, scacchista canadese
- 1992 - Anna Lacchini, calciatrice italiana
- 1992 - Erik Lamela, ex calciatore argentino
- 1992 - Bernd Leno, calciatore tedesco
- 1992 - Yacine Louati, pallavolista francese
- 1992 - Nemanja Mijušković, calciatore montenegrino
- 1992 - Karl Mööl, calciatore estone
- 1992 - Andrey Popoviç, calciatore azero
- 1992 - Hassan Saaid, velocista maldiviano
- 1992 - Shadi Shaban, ex calciatore israeliano
- 1992 - Haruyo Shimamura, pallavolista giapponese
- 1992 - Jared Sullinger, cestista statunitense
- 1993 - Sebastián Assís, calciatore uruguaiano
- 1993 - Lucas Bijker, ex calciatore brasiliano
- 1993 - James Drake, wrestler inglese
- 1993 - Maxime Dupé, calciatore francese
- 1993 - Ahmad al-Dwairi, cestista giordano
- 1993 - Marc Enoumba, calciatore camerunese
- 1993 - Alexi Gómez, calciatore peruviano
- 1993 - Zach Hadel, animatore, doppiatore e youtuber statunitense
- 1993 - Niklas Kieber, ex calciatore liechtensteinese
- 1993 - Benjamin Lock, tennista zimbabwese
- 1993 - Julen Olaizola, cestista spagnolo
- 1993 - Giuliana Olmos, tennista messicana
- 1993 - Paulo Retre, calciatore australiano
- 1993 - Maykel Reyes, calciatore cubano
- 1993 - Aleksandr Rudenko, ex calciatore e allenatore di calcio russo
- 1993 - Piruka, rapper portoghese
- 1993 - Michał Szromnik, calciatore polacco
- 1993 - Conor Townsend, calciatore inglese
- 1993 - Vangjel Zguro, calciatore albanese
- 1993 - Evaldas Šaulys, cestista lituano
- 1994 - Steve Bastien, multiplista statunitense
- 1994 - Adrián Diz, calciatore cubano
- 1994 - Kyle Fuller, giocatore di football americano statunitense
- 1994 - Vytas Gašpuitis, calciatore lituano
- 1994 - Clémence Grimal, ex snowboarder francese
- 1994 - Callum Harriott, calciatore guyanese
- 1994 - Vidarrell Merencia, calciatore olandese
- 1994 - Théo Pellenard, calciatore francese
- 1994 - Luisito Pié, taekwondoka dominicano
- 1994 - Ben Reichert, calciatore israeliano
- 1994 - James Robinson, cestista statunitense
- 1994 - Ryan Telfer, calciatore canadese
- 1994 - Josip Tomašević, calciatore croato
- 1994 - AJ Tracey, rapper britannico
- 1995 - Ilirid Ademi, calciatore macedone
- 1995 - Ahmed Ahmedov, calciatore bulgaro
- 1995 - José Carrillo, calciatore spagnolo
- 1995 - Diego Casas, calciatore uruguaiano
- 1995 - Laura Gauché, sciatrice alpina francese
- 1995 - Max Litchfield, nuotatore britannico
- 1995 - Bill Milner, attore britannico
- 1995 - Aleksandar Prvanov, giocatore di football americano serbo
- 1995 - Camilo Rodríguez, calciatore cileno
- 1995 - Aleksandr Vasjutin, calciatore russo
- 1995 - Giovanni Vildera, cestista italiano
- 1995 - Valerio Vimercati, calciatore italiano
- 1996 - Timo Baumgartl, calciatore tedesco
- 1996 - Paul Buchegger, pallavolista austriaco
- 1996 - Alexa Dlouhy, ex sciatrice alpina canadese
- 1996 - Brenna Dowell, ginnasta statunitense
- 1996 - Sebastian Ernst, calciatore tedesco
- 1996 - Michael Gallup, giocatore di football americano statunitense
- 1996 - Maxim Grechkin, calciatore ucraino
- 1996 - Gastón Gómez, calciatore argentino
- 1996 - Tihomir Kostadinov, calciatore macedone
- 1996 - Daniela Maier, sciatrice freestyle tedesca
- 1996 - Bruno Mascolo, cestista italiano
- 1996 - Antonio Sanabria, calciatore paraguaiano
- 1996 - Diego Sevilla, ciclista su strada e ciclocrossista spagnolo
- 1996 - Valentín Vada, calciatore argentino
- 1996 - Tom Wirtgen, ciclista su strada lussemburghese
- 1996 - Nat Zang, attore statunitense
- 1996 - Irina Zaretska, karateka azera
- 1996 - Gregorio van der Biezen, ex calciatore olandese
- 1997 - Ali Al-Hassan, calciatore saudita
- 1997 - Lars Bottelier, nuotatore olandese
- 1997 - Francisco Casanova, calciatore uruguaiano
- 1997 - Colton Cowell, pallavolista statunitense
- 1997 - Daoko, cantautrice e rapper giapponese
- 1997 - Daichi Hara, sciatore freestyle giapponese
- 1997 - Kwon Hyun-bin, cantautore, rapper e attore sudcoreano
- 1997 - Chase Lucas, giocatore di football americano statunitense
- 1997 - Jhonatan Narváez, ciclista su strada ecuadoriano
- 1997 - Anthony Nelson, giocatore di football americano statunitense
- 1997 - Dominik Schad, calciatore tedesco
- 1997 - Cecilia Tamayo-Garza, velocista messicana
- 1997 - Martin Terrier, calciatore francese
- 1997 - Matisse Thybulle, cestista statunitense
- 1997 - Bebe Vio, schermitrice e dirigente sportiva italiana
- 1997 - Freddie Woodman, calciatore inglese
- 1997 - Matthew Yoshimoto, pallavolista statunitense
- 1998 - Giorgi Arabidze, calciatore georgiano
- 1998 - Vat'o Arveladze, calciatore georgiano
- 1998 - Jordan Fuller, giocatore di football americano statunitense
- 1998 - Enus Mariani, ex ginnasta italiana
- 1998 - Petar Musa, calciatore croato
- 1998 - Jakob Novak, calciatore sloveno
- 1998 - Walter Ponce, calciatore cileno
- 1998 - Sava Radić, calciatore serbo
- 1998 - Rickson, calciatore brasiliano
- 1998 - Andrzej Rządkowski, schermidore polacco
- 1998 - Safina Sadullayeva, altista uzbeka
- 1998 - Obi Toppin, cestista statunitense
- 1999 - Bo Bendsneyder, pilota motociclistico olandese
- 1999 - Raffaele Celia, calciatore italiano
- 1999 - Enrique Clemente, calciatore spagnolo
- 1999 - Brooke Forde, nuotatrice statunitense
- 1999 - Michele Gazzoli, ciclista su strada e pistard italiano
- 1999 - Lamine Gueye, calciatore senegalese
- 1999 - Rimal Haxhiu, calciatore albanese
- 1999 - Kelvin Masoe, velocista, lunghista e rugbista a 7 samoano
- 1999 - Anthony McFarland Jr., giocatore di football americano statunitense
- 1999 - Luca Meisl, calciatore austriaco
- 1999 - Giotto Morandi, calciatore svizzero
- 1999 - Felix Myhre, calciatore norvegese
- 1999 - Dara O'Shea, calciatore irlandese
- 1999 - Brooklyn Beckham, modello e fotografo britannico
- 1999 - Marwin Reuvers, calciatore olandese
- 1999 - Cheikh Tidiane Sabaly, calciatore senegalese
- 1999 - Serafin Szota, calciatore polacco
- 2000 - Zhang Boheng, ginnasta cinese
- 2000 - Dalibor Ilić, cestista bosniaco
- 2000 - Melissa Kössler, calciatrice tedesca
- 2000 - Kevin Rodríguez, calciatore ecuadoriano
- 2000 - Jorge Yriarte, calciatore venezuelano

## XXI secolo(34)
- 2001 - Adetomiwa Adebawore, giocatore di football americano statunitense
- 2001 - Freya Anderson, nuotatrice britannica
- 2001 - Isabelle Haverlag, tennista olandese
- 2001 - Rafaīl Mamas, calciatore cipriota
- 2001 - Emily Martin, tuffatrice britannica
- 2001 - Charles Milesi, pilota automobilistico francese
- 2001 - George Pickens, giocatore di football americano statunitense
- 2001 - Alessa-Catriona Pröpster, pistard tedesca
- 2001 - Vincent Schippers, calciatore olandese
- 2001 - Isabelle Thorpe, nuotatrice artistica britannica
- 2002 - Giosuè Epis, ciclista su strada italiano
- 2002 - Matías Alejandro Galarza, calciatore argentino
- 2002 - Jair González, calciatore messicano
- 2002 - Jacob Hopkins, attore e doppiatore statunitense
- 2002 - José Marsà, calciatore spagnolo
- 2002 - Brayan Medina, calciatore colombiano
- 2002 - Océane Michelon, biatleta francese
- 2002 - Wílder Viera, calciatore paraguaiano
- 2003 - Mateo Acosta, calciatore uruguaiano
- 2003 - Marco Campagnaro, calciatore argentino
- 2003 - Samuel Dahl, calciatore svedese
- 2003 - Edouard Michut, calciatore francese
- 2003 - Gonzalo Morales, calciatore argentino
- 2003 - Santiago Quirós, calciatore argentino
- 2003 - Gonzalo Requena, calciatore argentino
- 2003 - Maša Robin, ex sciatrice alpina slovena
- 2003 - Ayumu Yokoyama, calciatore giapponese
- 2004 - Eleonora Ciabocco, ciclista su strada italiana
- 2004 - Keana Hunter, nuotatrice artistica statunitense
- 2004 - Efraín Morales, calciatore boliviano
- 2004 - Kymani Nelson, calciatore montserratiano
- 2004 - Filip Prebsl, calciatore ceco
- 2004 - Milan Robberechts, calciatore belga
- 2007 - Adrián Arnu, calciatore spagnolo

## Senza anno specificato(4)
- Berta Cáceres, ambientalista e attivista honduregna († 2016)
- Drew Donaldson, wrestler statunitense
- Aert Schouman, pittore olandese († 1792)
- Reginaldo da Piperno, teologo e vescovo cattolico italiano († 1290)